# Чисте небо 2018
«Чисте небо 2018» — масштабні багатонаціональні військові навчання повітряних сил, які проходили в Україні 8–19 жовтня 2018 року. Участь у навчанні взяли близько 1000 представників з 9 країн. Були задіяні аеродроми «Гавришівка» та «Старокостянтинів».
Керівник навчання від України — заступник командувача Повітряних Сил з авіації — начальник авіації Командування Повітряних Сил ЗС України генерал-майор Андрій Ярецький, від Сполучених Штатів Америки — заступник керівника навчань (керівник навчання) — командувач Військово-Повітряних Сил Національної гвардії штату Каліфорнія генерал-майор Клей Гаррісон.

## Проведення

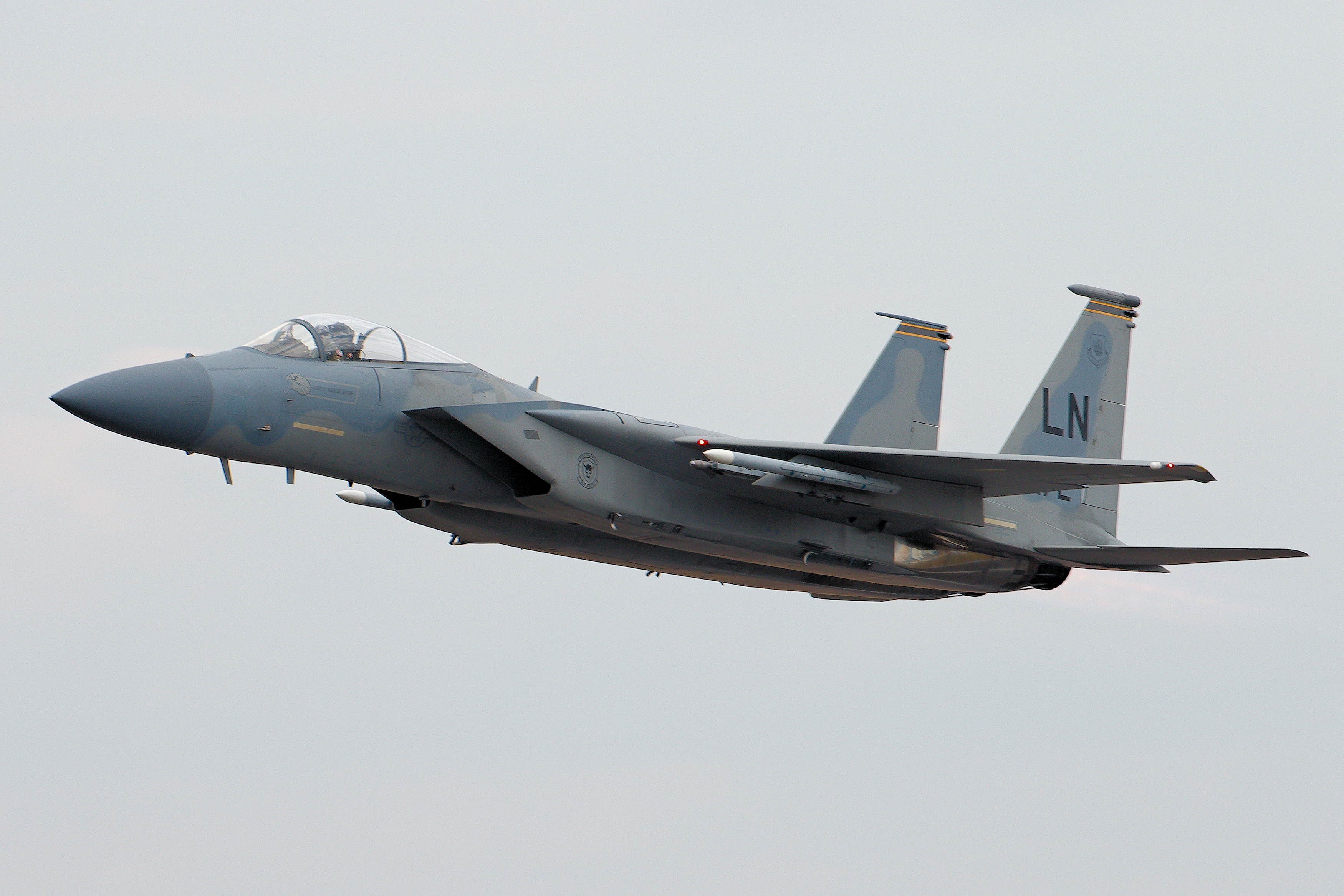
F-15С Eagle повітряних сил США

Американські пілоти разом із наземним персоналом прибули в Україну ще за кілька днів до відкриття.
Під час двотижневих навчань зусилля особового складу були зосереджені на підтриманні суверенітету повітряного простору, виконанні повітряних перевезень, здійсненні безпосередньої авіаційної підтримки, виконанні пошуково-рятувальних завдань, аеромедичної евакуації, заходів щодо кібернетичної оборони, командуванні та управлінні авіацією та підрозділами, що залучалися.
Крім екіпажів літаків, у навчаннях брали участь зенітні ракетні та радіотехнічні підрозділи, які успішно виконували завдання щодо виявлення, супроводження та умовного знищення повітряних цілей. Загалом було залучено понад 40 одиниць авіації, десятки зенітних ракетних комплексів і засобів радіо-технічних військ.

## Учасники
Участь у навчанні брали більше 10 одиниць винищувальної, транспортної авіації та БпЛА із трьох штатів — Каліфорнії, Міссурі та Іллінойсу: літаки F-15C/D, С-130, КС-135, MQ-9. Загалом участь узяли понад 40 літальних апаратів, десятки зенітних ракетних комплексів і засобів радіотехнічних військ. Учасники представляли Бельгію, Данію, Естонію, Нідерланди, Польщу, Румунію, Велику Британію, Сполучені Штати Америки та Україну.
Примітно, що вперше за понад 20 років Україну відвідали американські F-15 144-го винищувального крила Повітряних Сил Національної гвардії штату Каліфорнія.
| Тип                         | Країна  | Деталі                 |
| --------------------------- | ------- | ---------------------- |
| Су-27М1                     | Україна | винищувач-перехоплювач |
| Су-27УБМ                    | Україна | винищувач-перехоплювач |
| МіГ-29МУ1                   | Україна | винищувач              |
| МіГ-29УБ                    | Україна | винищувач              |
| Су-24М                      | Україна | бомбардувальник        |
| Су-24МР                     | Україна | розвідник              |
| Су-25М1К                    | Україна | штурмовик              |
| Су-25УБК                    | Україна | штурмовик              |
| Л-39 «Альбатрос»            | Україна | навчально-тренувальний |
| Мі-8                        | Україна | вертоліт               |
| Ан-26                       | Україна | транспортна авіація    |
| Іл-76МД                     | Україна | транспортна авіація    |
| F-15C Eagle                 | США     | винищувач              |
| F-15D Eagle                 | США     | винищувач              |
| General Atomics MQ-9 Reaper | США     | ударний безпілотник    |
| Boeing KC-135 Stratotanker  | США     | літак-заправник        |
| Boeing C-17 Globemaster III | США     | транспортна авіація    |
| C-130J Super Hercules       | США     | транспортна авіація    |
| F-16C                       | Польща  | навчально-тренувальний |
| F-16C                       | Румунія | навчально-тренувальний |

## Катастрофа Су-27

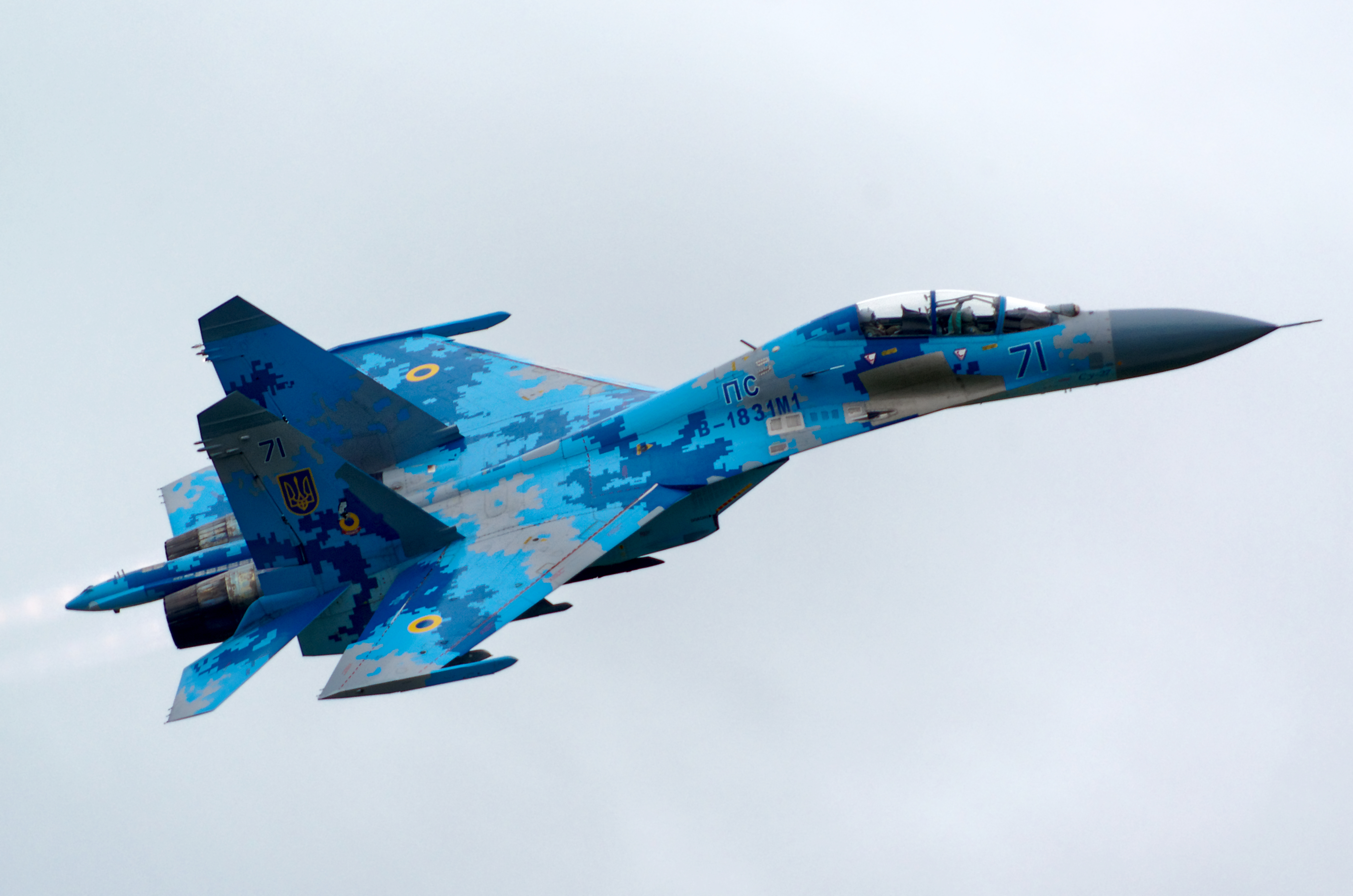
Су-27М1 повітряних сил ЗСУ

16 жовтня близько 17:00 у районі села Уланів (між населеними пунктами Бердичів і Хмільник) під час виконання навчально-бойового польоту впав літак Су-27. Загинули обидва пілоти — військовослужбовець Повітряних сил Збройних сил України полковник Іван Петренко, заступник командира повітряного командування «Схід», та — військовослужбовець Повітряних сил Національної гвардії США Сет «Джетро» Нерінг який служив пілотом у 194-й бойовій ескадрильї Каліфорнійської повітряної національної гвардії.